# Gymnocalycium hybopleurum
Gymnocalycium hybopleurum là một loài thực vật có hoa trong họ Cactaceae. Loài này được (K.Schum.) Backeb. mô tả khoa học đầu tiên năm 1935.